# 758
Cette page concerne l'année 758  du calendrier julien. Pour l'année 758 av. J.-C., voir 758 av. J.-C.
L'année 758 est une année commune qui commence un dimanche.

## Événements
- 7 septembre : abdication de l'impératrice du Japon Kōken en faveur de son cousin Junnin[1]

- Les Kharidjites  s’emparent de Kairouan. Un ibadite d’origine persane Ibn Rustom en devient le gouverneur (758-761)[2].
- Raid des Ouïgours contre les Kirghizes[3].
- Comptoir musulman attesté à Canton. Les Arabes et les Persans établis à Canton profitent des troubles en Chine pour exciter un tumulte dans la ville, et à la faveur du désordre pillent les magasins, brûlent les maisons des marchands et s'enfuient par la mer[4]. Les relations entre la Chine et le califat sont rompues jusqu’en 792.
- Répression d’un soulèvement slave en Thrace et en Macédoine[5]. 208 000 slaves seront déportés par Constantin V en Bithynie (762)[6].

## Naissances en 758
- Sakanoue no Tamuramaro

## Décès en 758
- Gewielieb, ancien évêque de Mayence